# Lasioglossum leucozonium
Lasioglossum leucozonium ist eine holarktische Bienenart aus der Gattung Lasioglossum, im deutschen wird sie Weißbinden-Schmalbiene genannt.

## Merkmale
Diese relativ kleine Schmalbiene ist etwa 8 bis 9 mm lang, dunkel gefärbt und ohne metallischen Glanz. An den Tergiten zwei bis vier sind basale Haarbinden. Die Endränder der Tergite sind schwarz.
Wie bei allen Arten der Gattung befindet sich am letzten Tergit eine kahle Längsfurche. Im Vorderflügel sind drei Cubitalzellen, sie ist Beinsammlerin. Diese Art ist sehr ähnlich wie L. zonulum und weitere Arten, sie kann, wie die meisten Arten der Gattung, nur mit Vergleichsmaterial und Spezialliteratur sicher bestimmt werden.

## Verbreitung

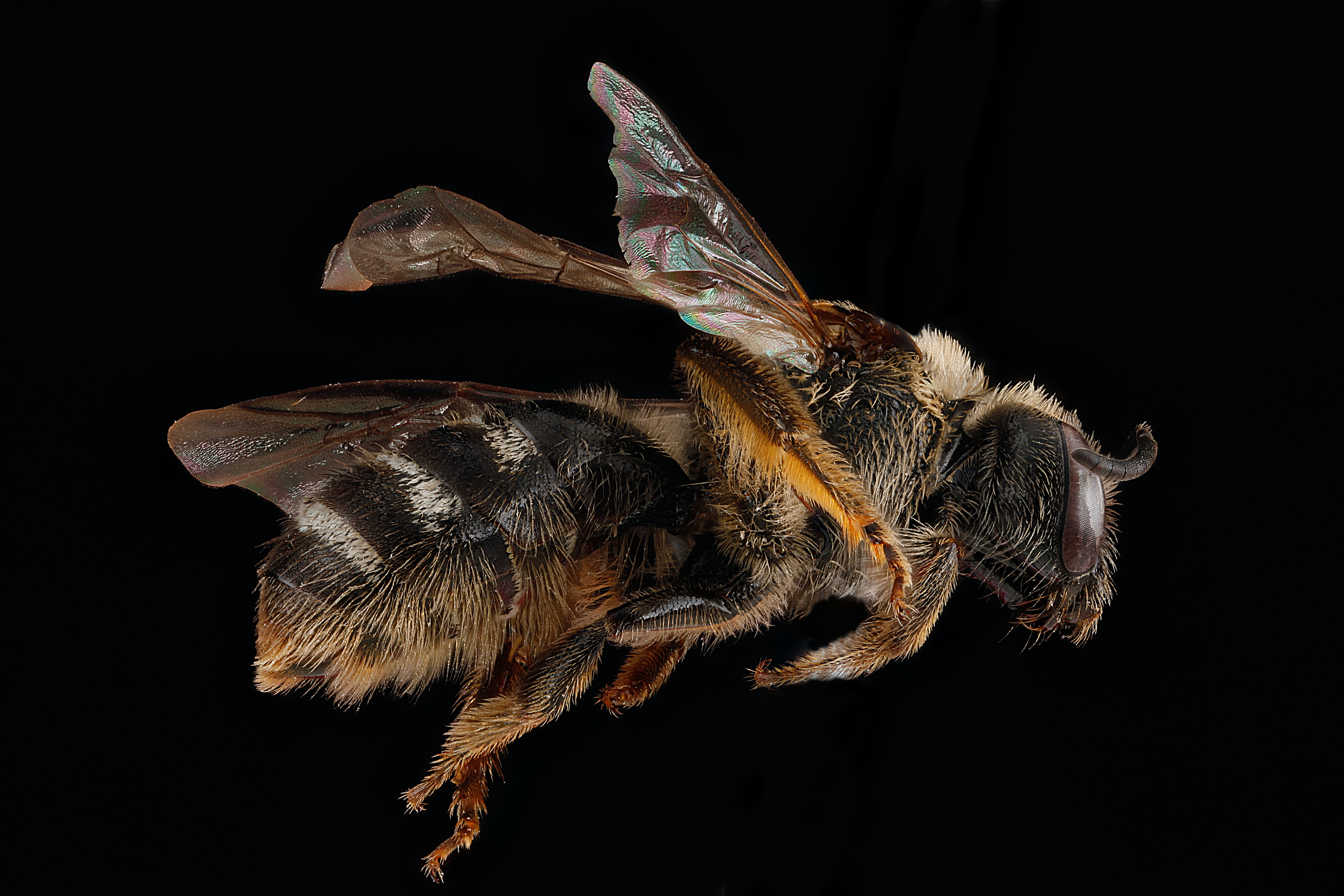
Lasioglossum leucozonium, Weibchen

Diese Biene ist sehr weit verbreitet und meist häufig. Sie kommt in der Paläarktis von Portugal bis China vor, auch in Nordafrika. Sie wurde in die Nearktis eingeschleppt und kommt in den USA in mehreren Staaten vor. Es gibt Hinweise, dass die Art nur durch ein einziges Tier nach Nordamerika eingeschleppt wurde. Sie ist in Deutschland, Österreich und der Schweiz aus allen Gebieten gemeldet.

## Lebensweise
L. leucozonium lebt solitär, aber manchmal in kleinen Aggregationen. Die Weibchen bauen im Frühjahr ein Nest im Boden auf kahlen oder schütter bewachsenen, ebenen Flächen. Der Nesteingang wird von einem kleinen Tumulus umgeben und wird in der Nacht verschlossen. Ein Nest enthält 6 bis 15 Zellen, die nach der Verproviantierung und Eiablage verschlossen werden. Die Jungen schlüpfen im Sommer (Männchen und Weibchen). Die Weibchen, die überwintert haben, sind so langlebig, dass sie im Sommer oft gemeinsam mit ihren Nachkommen beobachtet werden können. Die Weibchen, die im Sommer geschlüpft sind, überwintern befruchtet und bauen im nächsten Frühjahr ein neues Nest.
Blütenbesuch: Die Art ist ausgesprochen polylektisch, sie sammelt Pollen von Pflanzen aus 11 verschiedenen Familien.
Parasiten: Als Kuckucksbiene parasitiert die Blutbiene Sphecodes ephippius und vermutlich S. reticulatus an L. leucozonium. Erwachsene Tiere sind manchmal von Fächerflüglern der Gattung Halictoxenos befallen.

## Taxonomie
Von L. leucozonium wurden mehrere Unterarten beschrieben. In Europa kommt die Stammform vor, im Mittelmeergebiet die Unterart L. l. cedri, in der Ostpaläarktis L. l. mandschuricum.  In Südchina gibt es noch ungeklärte Formen. Die Population in den USA unterscheidet sich nicht von der Nominatform, sie wurde schon 1853 als Halictus similis beschrieben.